# コイビトは鬼の姫
『コイビトは鬼の姫』（コイビトはおにのひめ）は、佐保による日本の漫画作品。『月刊キスカ』（竹書房）にて、2019年6月号から2021年10月号まで連載された。

## 登場人物
相田 颯人（あいだ はやと）
主人公。天狗の呪いによって、触れた女性に災いをもたらしてしまう体質に。
サクラ
幼いころの約束を果たすため、颯人に会いに来た鬼の姫。様々な呪文が使える。

## 書誌情報
- 佐保 『コイビトは鬼の姫』 竹書房〈バンブーコミックス〉、全3巻
  1. 2020年1月30日発売[2][3]、ISBN 978-4-8019-6852-3
  2. 2020年8月28日発売[4]、ISBN 978-4-8019-7056-4
  3. 2021年10月14日発売[5]、ISBN 978-4-8019-7477-7